# Emil Claussen
Emil Claussen (6 de Outubro de 1917 - † 25 de Março de 1943) foi um comandante de U-Boot que serviu na Kriegsmarine durante a Segunda Guerra Mundial.